# 托马斯·爱迪生
托马斯·阿尔瓦·爱迪生（英語：Thomas Alva Edison，1847年2月11日—1931年10月18日），是美國著名科學家、發明家、企業家、工程師，拥有眾多重要的發明專利，他被傳媒授予「門洛帕克的奇才」的稱號，是世界上第一個使用大量生產原則和其工業研究實驗室來進行發明創造的人，且是庫伯聯盟學院傑出校友。
爱迪生在美国中西部诞生并长大，早年他曾担任电报操作员，这启发了他最初的一些发明。1876年，他在新泽西州门洛帕克建立了他的第一个实验室设施，许多早期发明即在此完成。之后他又在佛罗里达州迈尔斯堡建立了一座植物实验室，与实业家亨利·福特和哈维·S·費爾斯通合作，并在新泽西州西奥兰治建有一座实验室，内设世界上第一座电影摄影棚——黑玛丽（Black Maria）。
愛迪生持有專利的發明物以對世界極大影響的電燈泡、留聲機、活動電影攝影機、直流電力系統、蠟製印刷滾筒等最為人知。他一生最偉大的兩項專利一項為留聲機，它可以保留並播放聲音；另外一項專利倍受爭議，即为世人所熟知的電燈泡，經過六年的漫長法庭鬥爭，最後以愛迪生成功獲得專利告終。爱迪生还是最早将组织化科学与团队合作原则应用于发明过程的发明家之一，并与许多研究人员和员工协作。他还创立了首个工业研究实验室。
在美國，愛迪生名下擁有1093項專利，而他在英國、法國、德國等國的專利數累計超過150項，使得他成为了美国历史上专利最多的发明家之一。爱迪生曾结过两次婚，育有六名子女。1931年爱迪生因糖尿病并发症在新泽西州西奥兰治的家中逝世，享年84岁。

## 童年

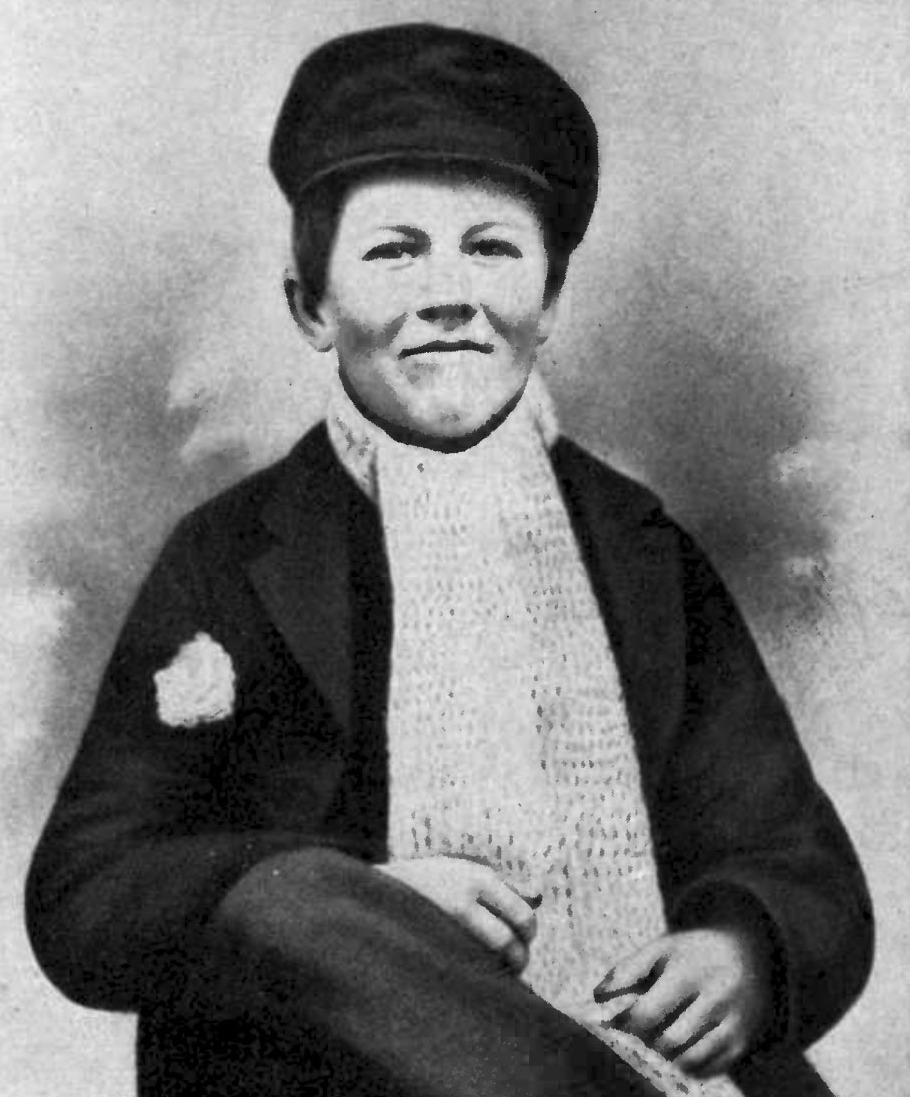
童年時期的愛迪生

湯瑪斯·愛迪生於1847年2月11日出生在美國俄亥俄州的米兰，山繆爾·奧爾登·愛迪生（Samuel Ogden Edison，1804－1896年）和南西·馬修斯·艾略特（Nancy Matthews Elliott，1810－1871年）的第七個兒子，家族為荷蘭移民。他的父親山繆爾不久之前在加拿大開創了一所餐廳，後來因為加入革命軍而被通缉，於是逃到了美國米蘭鎮，轉營木材生意；而爱迪生的母親南西曾經在加拿大當過小學教師，但結婚後就沒有再執教鞭，當了全職的家庭主婦。由於患病，愛迪生較晚才開始接受學校教育。天真的他愛發問、愛動腦子，曾有一次，他在家突然想到，既然母雞能孵蛋，他也能孵蛋。於是，他就拿了一顆雞蛋，自己坐上去。正因為他這樣的習慣，令學校老師大为恼火，並稱他為「臭蛋」（addled）。愛迪生的母親南西毅然地把儿子帶回家，並用自己的方法教導愛迪生知識，同時鼓勵他學習和做科學實驗，這使得愛迪生只接受过三個月的學校教育。他之後回憶道：「我的母親是我成功的因素，她是很真誠的，我十分肯定；并且我感到我需要为某事生存，我不能使她失望。」
他很多知識是來自理查德·格林·帕克的《自然哲學學派》（School of natural philosophy）。愛迪生15歲那年開始患有重聽的毛病，有次，他嘗試去製作火藥，差點引爆火車，後來火車管理員因為這件事而扇了他的耳光，結果導致爱迪生耳聾。
愛迪生在密歇根州休伦港的生活甜中帶苦。他在往來于休倫港和底特律之間的火車上當報童，售賣報紙和糖果點心。他從火車碰撞中救了吉米·馬肯斯。吉米的父親、芒特克莱门斯站站長J·U·馬肯斯很感激愛迪生，于是培训了他成為電報員。愛迪生的耳聾使他能够忽略坐在他旁邊的電報員发出的噪聲。他的一些最早期的發明與電子電信有关，包括證券報價機。愛迪生在1868年10月28日申請並於1869年6月1日獲得了他的第一個專利——電子投票計數器.

## 婚姻

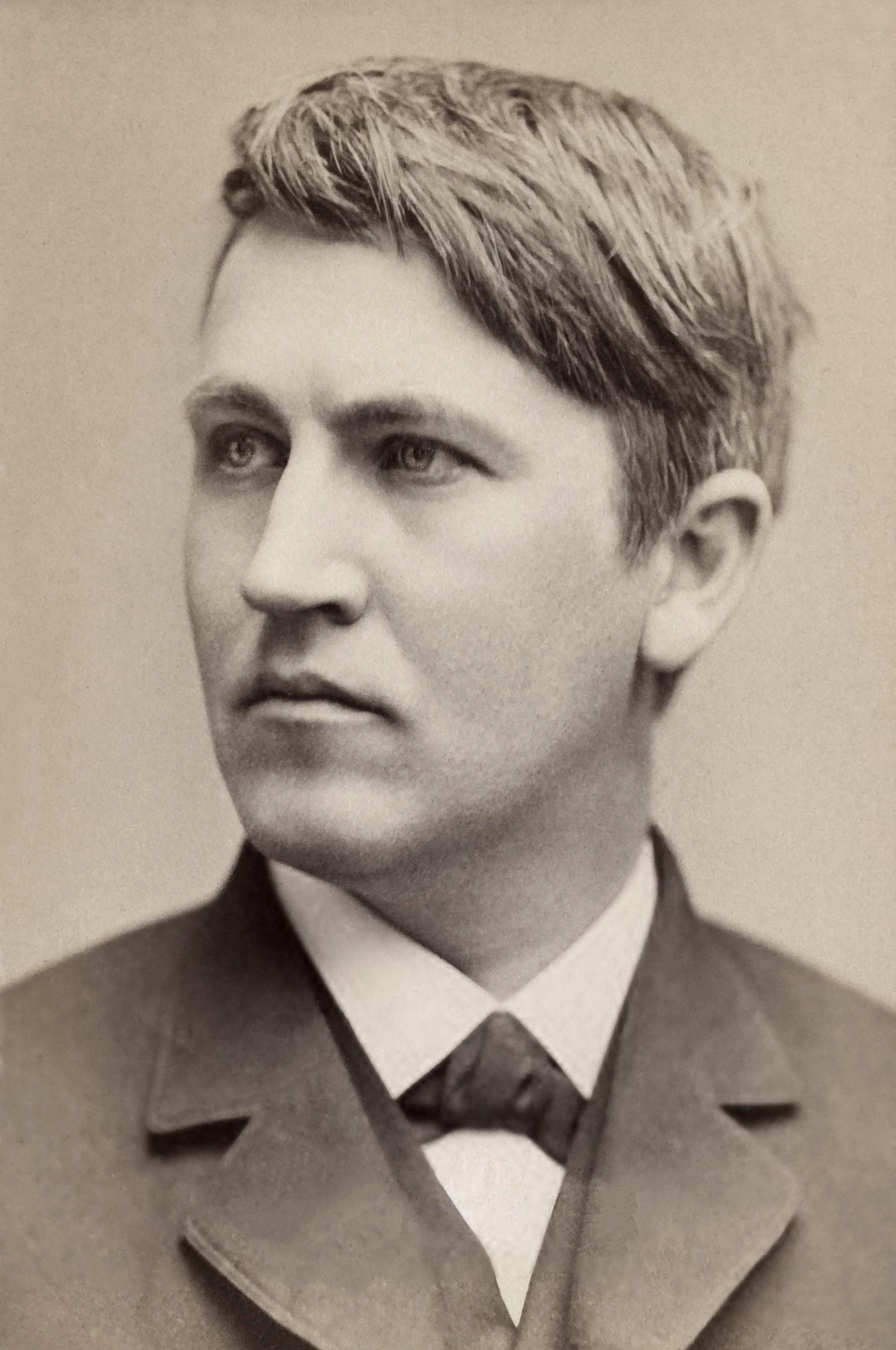
1878年的爱迪生

1871年12月25日愛迪生與相識才2個月的瑪麗·史迪威結婚，當時愛迪生24歲，瑪麗16歲。在13年的婚姻生活中，他們共生了三個孩子：瑪麗昂·艾絲泰儿·愛迪生、小湯瑪斯-阿爾瓦·愛迪生和威廉·雷斯里·愛迪生。瑪麗于1884年8月9日去世。
在19世纪80年代，愛迪生在佛羅里達州麦尔兹堡購買物業，并且建造的「森密諾爾小屋」作為避寒的別墅。汽車巨頭亨利·福特的避寒的別墅就在愛迪生的別墅幾百英尺的地方。愛迪生對汽車行业也有很大的贡献。他們的友誼一直维持到愛迪生去世。
1886年2月24日，39岁的爱迪生在俄亥俄州阿克伦城與19歲的米娜·米勒結婚。他們也有三個孩子：馬德琳・愛迪生、查爾斯·愛迪生（爱迪生去世后接手了公司，并且參選且担任新澤西州長）和西奧多·愛迪生。米娜于1947年8月24日過世，享年80歲。

## 門洛帕克实验室

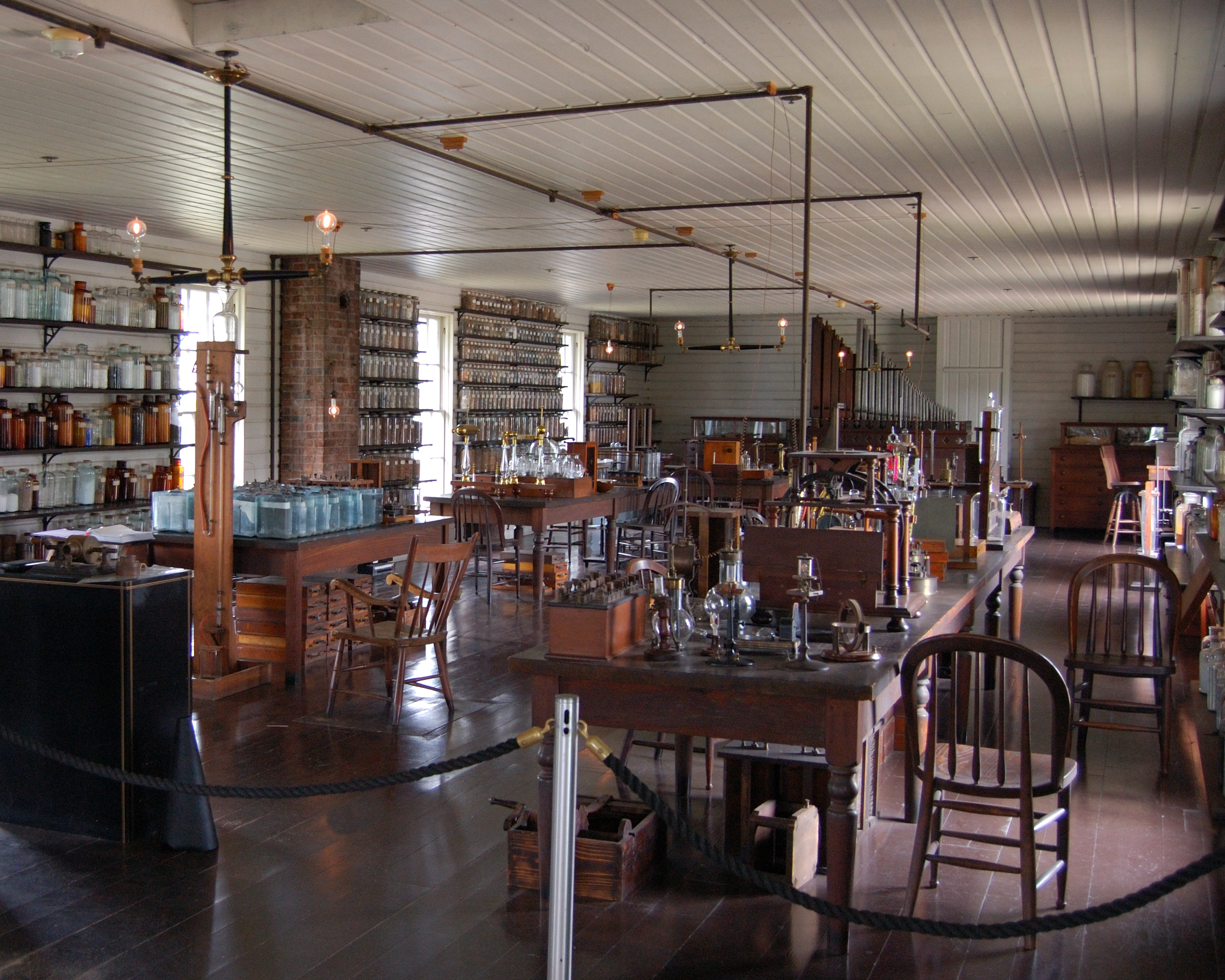
愛迪生的門洛帕克實驗室，後被拆除，部分在迪爾伯恩被重建

愛迪生的主要發明诞生在紐澤西州的門洛帕克實驗室。它是世上第一個设立以专门用于技術革新和改善现有技术为目的的机构。雖然許多雇員根據他们的专业方向开展研究工作，并取得辉煌的成果，但在法律上大多發明专利歸愛迪生本人。愛迪生因發明燈泡名聲大噪。但在他1879年宣佈發明電燈前，亨利·戈培爾和約瑟夫·斯萬等工程師先後發明了燈泡。但亨利·戈培爾沒有及時申請專利。約瑟夫·斯萬於1878年早於愛迪生一年申請白熾燈專利，由於專利方面的爭議，和愛迪生發生官司之爭，後來法官判定約瑟夫·斯萬所申請的專利無效，為避免一場可能與約瑟夫·斯萬的法庭鬥爭，他和斯萬在英國建立了一家叫作Ediswan的合资公司銷售此發明。因此愛迪生嚴格來說只是改良了燈泡，並非真正的發明者。
愛迪生名下的大多数專利是公共專利，在愛迪生的一生中，被專利保護了17年的發明有電子、機械或化學製品，大約十二個是外觀設計專利，一個裝飾設計亦被保護了14年。但是大多數的發明不是完全原創的，而是改善已被發明但仍不完善的產品。少數原創的包括留聲機，留聲機專利是史無前例的第一個設備，能够記錄和回放聲音。愛迪生沒有發明第一個電燈泡，而是發明了第一個能實際應用於商業的白熾灯。幾個設計方案已由更早的發明者提出了，包括他從亨利·伍德沃德、馬修·伊凡斯、摩西·G·法馬、約瑟夫·斯萬、詹姆斯·堡文·連特西、威廉·索亞、漢弗里·戴維和亨利·高堡購買的專利。但是這些發明者的產品都有些缺點，像壽命極短、生產費用高等，僅適合來滿足實驗室测试。1878年，愛迪生應用了碳化的纤维细丝作为发光材料（英國發明家約瑟夫·斯萬在此之前已经使用），大大延长了灯泡寿命。愛迪生吸收了這些舊設計的优点，开始大规模制造灯泡。更早的發明者，亞歷山卓·伏打在1800年开创了电照明的先河，在實驗室，他用一根發光的導線示範了电可以用作光源，愛迪生将这一想法商业化，并且通過大量供应可以相對持久使用的電燈泡，将电照明的概念推广到到家庭和企業，並為電的生產和传输设计了一個完整系統。
威廉·約瑟·哈默，一位资深的电气工程师， 在1879年12月開始在愛迪生的公司作實驗員。他在電話、留声机、電路、鐵礦石分離器和電照明設備等发明中作出重大贡献，并且参与了其他产品和技术开发。然而，哈默主要是負責測試和紀錄白熾電燈設備。1880年，他被任命為「愛迪生燈」项目的總工程師。在他上任的第一年，工廠在總經理弗朗西斯·阿普頓（Francis Robbins Upton）領導之下造了5万盞燈。根據愛迪生的說法，哈默是“白熾電照明設備的先驅”。
門洛帕克实验室有可能负责愛迪生1874年發明的「四倍通信機」（可用同一根導線同時送四個信號通信機）的銷售。當愛迪生要求西聯匯款出价時，西聯匯款提供给他一笔远超预期金额的專利费：一万美元。「四倍通信機」是愛迪生试水从商的第一步。

### 輝煌的年代

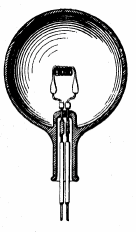
美国专利第223898号，電燈

1878年，愛迪生在紐約與幾位金融家，包括J·P·摩根和Vanderbilt家族组建愛迪生電燈公司。愛迪生在1879年12月31日於門洛帕克做了白熾電燈泡的第一次公開演示。在1880年1月27日，他在美國为此发明申請了專利，他声称：“我們將使電變得便宜，只有富人會燒蠟燭。”
在1883年10月8日，美國專利局裁定愛迪生的專利是修改自威廉·索亞的工作，被判無效。訴訟繼續了幾乎六年，直到1889年10月6日，法官裁決愛迪生的专利是合法的。為避免一場可能與約瑟夫·斯萬的法庭鬥爭，他和斯萬在英國建立了一家叫作Ediswan的合资公司銷售此發明。
其他電燈發明者包括塞爾維亞發明家尼古拉·特斯拉，他想運用射頻從外部電極在特斯拉效應下发射的電波點燃無線電燈泡。他亦計劃開發以一根導線将能量由玻璃外殼重新聚焦回電燈泡的中心，再用中心「按鈕」散發白熾光點燃電燈泡。雖然特斯拉發明了螢光燈，但在這時間愛迪生的設計拥有更高的市场占有率。
愛迪生1880年得到了直流輸電系統的專利，这對電燈的發明非常地重要。第一座电站是1882年建于紐約的珍珠街發電站。在1882年9月4日，愛迪生在珍珠街發電站開啟了世界的第一個電能传送系統，这个系统提供110伏特的直流電（DC）給59名在曼哈頓中心的顧客。在1883年1月19日，第一個使用外部導線的規範化的白熾電燈系統在新澤西州的Roselle開始了服務。

### 碳精電極電話麥克風
1877年至1878年，愛迪生發明并完善了碳精電極麥克風與響鈴接收器，这一发明直至20世纪80年代仍被应用於所有電話。在长时间的專利訴訟以後，1892年聯邦法庭裁定愛迪生而不是愛米爾·貝利納是碳精電極麥克風的發明者。20世纪20年代，碳精電極麥克風也用於無線電廣播和播音工作。

### 傳送方式之爭

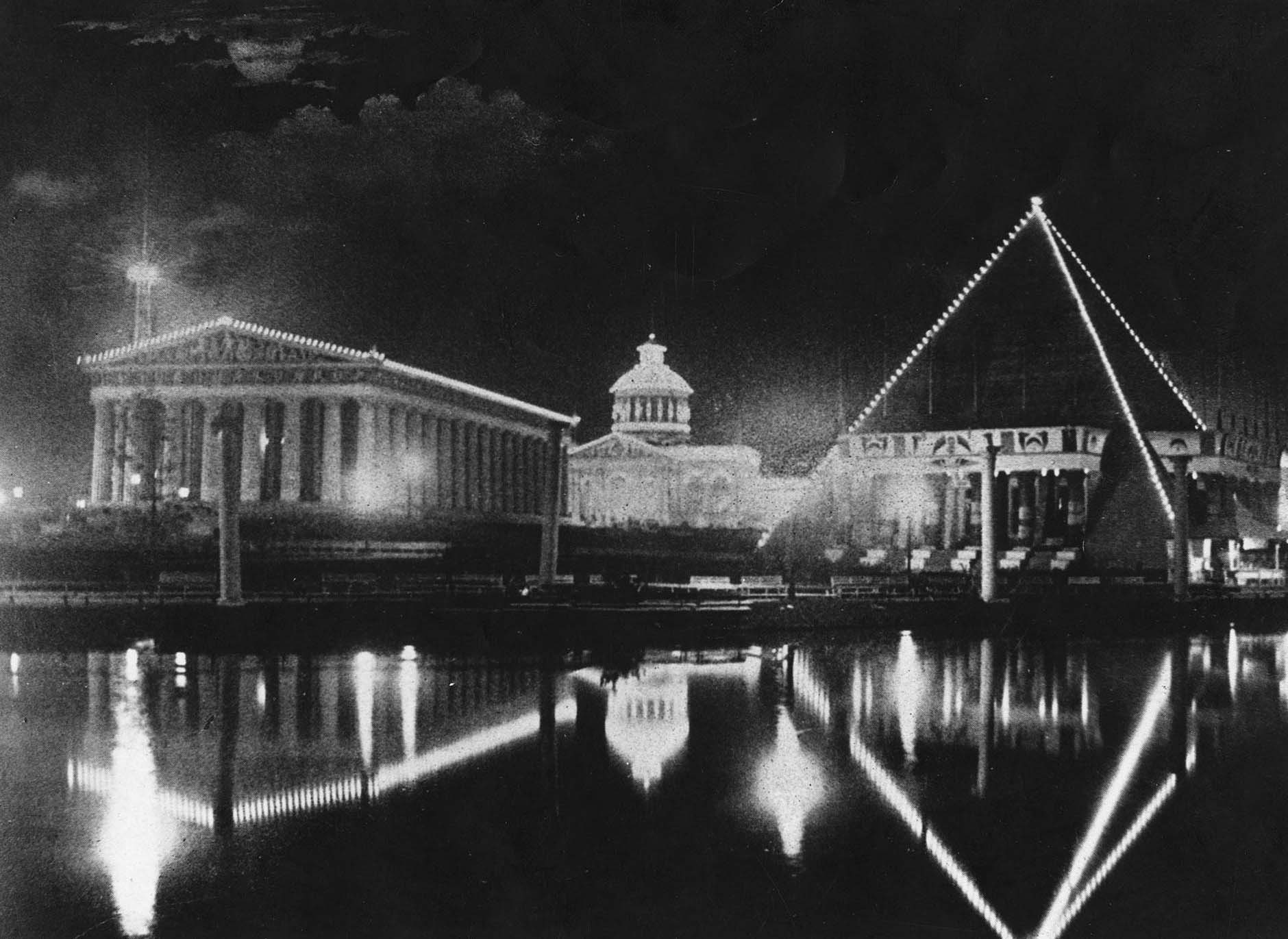
1897年田納西州百年博覽會，以當時剛剛發明之電燈為裝飾。左方可見仿製的帕德嫩神廟

愛迪生與乔治·威斯汀豪斯等數家電力公司發生的競爭，初期因愛迪生對交流電危險的抹黑以及其他電力公司的技術不足而佔優勢，但後期乔治·威斯汀豪斯找上有著「交流電之父」之稱的尼古拉·特斯拉彌補了技術上的缺失，並靠著較低的成本贏下世博會的電力供應權。目前的電源供應系統分為直流（DC）和交流（AC）兩種，其中愛迪生為了點亮電燈先發明了直流電（DC），而在愛迪生手下工作的特斯拉則開發了交流電，但愛迪生始終不認同交流電系統，特斯拉出走後成立自己的公司但以失敗告終，窮途末路之境被乔治·威斯汀豪斯找上，從此愛迪生將特斯拉視為敵人。
因為直流電在長途傳輸下會不斷的損失，所以每隔一段的距離就要增設發電站，有著諸多缺點和限制，而交流電則可以通過變壓器升到非常高的電壓，用細導線輸送，再於目的地降低電壓給電力用戶。
為了打擊對手發明的交流電，愛迪生以交流電電死狗，甚至是用交流電處決大象，以讓大眾對於交流電產生危險的印象，最後甚至參與電椅的研發。然而，史上第一位受刑者威廉·凱姆勒卻因為電流不足，首次電擊仍讓其有呼吸，第二次電擊讓他的皮下血管破裂流血、身體著火卻仍然不死。直至第三次電擊威廉·凱姆勒才死去，但已是行刑後第8分鐘。一位在場目擊的記者形容這是「一個可怕嚇人的場面，遠比絞死還糟」。

### 工作伙伴
法蘭克·J·史伯格，一個能幹的數學家和前海軍軍官，被愛德華·H·約翰遜于1883年招入愛迪生的公司。史伯格其中一個對愛迪生在門洛帕克實驗室的重大貢獻是擴展愛迪生數學方法（儘管大眾相信愛迪生並沒有使用數學，但记录他思想的記事本顯露他在數學分析上也是个精明人，例如，確立電光線系統的重要參量，包括電燈電阻，是全仗他老練地分析了「歐姆定律」、「焦耳定律」和經濟學。）愛迪生的成功经验是整體逼近代替归纳逼近：當现成的理論不存在的时候，通过大量实验获得经验。由1883年史伯格加入了專利 （页面存档备份，存于）開始，那可能被认为是一種还原主义的分析方法，可能不再是愛迪生的思维模式。史伯格的重要分析貢獻，包括改正愛迪生主要和中央分佈供應系統，形成對此的反駁。1884年，其他地区的電的開發引起了史伯格的興趣，他離開愛迪生並開創了「史伯格電路和馬達公司」。不过，以後開發了許多電子發明的史伯格仍然信任曾一起工作的愛迪生。
另一位愛迪生的得力助手是尼古拉·特斯拉。他聲稱，愛迪生許諾如果他成功改進直流发电机设备便給他50,000美元，幾個月以後，當他完成了工作并且要求兑现时，愛迪生說：“當您成為一個完全的美國人，您將會欣賞美式笑話”，特斯拉立刻辭職。這則軼事有疑点，因為特斯拉当时的薪金是每個星期18美元，而獎金换算成薪水要53年才能付清，而且这个数额差不多等于公司的创立资本了。特斯拉周薪25美元的要求被拒绝后，他才提出辞职。雖然特斯拉之後接受了愛迪生獎，并且高度评价愛迪生是一個發明家和工程師，但是有些口是心非。在愛迪生死後，《時代週刊》对愛迪生的生活做了深入的报道，唯一的負面評價就是來自特斯拉，他說：
他根本就沒有什么愛好，所有娛樂概不关心，生活没有最基本的衛生准则。
他用的方法的效率非常得低，经常做一些事倍功半的事情，整體而言，我是一个很不幸的见证人，他如果知道一些起码的理論和計算方法，就能省掉90%力气。他无视初等教育和數學知識，完全信任發明家的直觉和建立在经验上的美国人感觉。
當愛迪生晚年时，曾在信件中声称他犯的最大錯誤便是與特斯拉交惡，但也明言兩者的鬥爭來自彼此的本質，這樣的本質使兩人成功、也造成兩人的反目。

## 思想

### 宗教觀
历史学家保罗·以色列将爱迪生归为“自由思想者”。爱迪生受托马斯·潘恩的《理性时代》影响很大。他为潘恩的“科学自然神论”辩护，称“他被叫做无神论者，但他不是无神论。潘恩认为有一个最高智力者存在，所阐述的理念就是人民常说的神灵”。1910年10月2日，在《纽约时报杂志》采访中，爱迪生称：

我们知道的是自然。我们不知道的是各个宗教里的众神。自然不仁慈、或是存在怜悯、爱。如果神灵制造了我 — 我说的传说中神灵所拥有的三种特质：慈悲、温柔、仁爱 — 他也制造了鱼供我捕获食用。那么，他对那条鱼的慈爱、温柔和仁爱在哪里？不对；自然制造了我们 — 自然做了所有的工作 — 而不是各个宗教中的众神。

爱迪生因上述言论被指责为无神论者，但他没有让自己卷入这一公共争论当中，在私信当中，他这样阐述：
你误会我整篇文章了，因为你断章取义，否认神灵存在。我没有否认，只是你说的神灵我叫自然，是最高智力主宰，统治世界。所有文章所说的是，我怀疑如果我们的智能、或灵魂、或怎么说这个本体都行，在离散后再次回来，就会散布在我们制造的细胞里。
他也说：“我不相信神学家说的神灵；但是最高智能我不怀疑。”
非暴力是爱迪生的核心道德观。当在一战时应邀成为海军顾问时，爱迪生称自己只为防御武器效力，日后称：“我从未引发杀人武器，很自豪。”爱迪生非暴力哲学也延伸到了动物，称：“非暴力是最高的道德境界，是所有进化的目标。在我们停止伤害其它生命前，我们都是野蛮的。”然而，1888年爱迪生用直流和交流电杀狗来证明前者（他在其中投资）比后者（竞争对手乔治·威斯汀豪斯）更安全而臭名昭著。
1889年，在行刑问题上，爱迪生成功地将直流电替代了交流电作为电椅动力。由于威斯汀豪斯被决议激怒，他引述宪法第八号修正案来建议用电椅处决死刑犯，最终导致爱迪生提供动力，证明电刑是一种无痛的处决方式。
1920年，爱迪生成为媒体焦点，称他向《美国杂志》的伯蒂·查尔斯·福布斯透露自己正在制作“灵魂电话”，能与逝者沟通。该故事被媒体广为传播。日后，爱迪生否决了这一观点，在1926年告诉《纽约时报》称：“我什么都没得说，但是又不想让他失望，就胡编了个故事说什么与灵魂交流，这不过是个笑话。”

### 看待電影
曾經有人向愛迪生建議設計銀幕投影的電影放映機，卻被愛迪生拒絕了：「不，如果我們設計銀幕機器，它將破壞所有東西。我們製造這些觀看孔機器銷量很大，獲利豐厚。如果我們研製銀幕機器，可能整個美國只需要10台。通過大銀幕機器你可以為全國人播放電影——然後就結束了。」 

### 金钱观
托马斯·爱迪生呼吁美国货币改革。他尖锐地反对金本位和债务。《纽约时报》引述了他著名的一句話：“黃金是尤利烏斯·凱撒的遺跡，而利息則是撒旦的发明。（Gold is a relic of Julius Caesar, and interest is an invention of Satan.）”
在同一篇文章中，他抨击美国货币系统，称纳税人被迫需贷款納稅時，因为利息就得还两倍，甚至是更高的钱。他的基本要点是如果政府可以生产以债务為基礎的貨幣，就同樣可以生产以纳税人信用為基礎的貨幣。
他在1921-1922年就金钱问题想了很多。在1922年5月，他出版了建议，题目为《就联邦儲备银行系统的修正建议》。在其中，他细细地阐述了基于商品的货币，美联储可以根据他们所生产的商品价值来向农民发送无息货币。在公共巡讲中，他与发明家亨利·福特一道公开了自己对货币改革的意向。就问题而言，他与知名学者和银行专家一道合作。但在最后，爱迪生的倡议没有得到支持，以失败告终。

## 曾为爱迪生工作的人物
以下是曾在托马斯·爱迪生位于门洛帕克或西奥兰治的实验室，或其所监督的附属电力企业中工作的人员名单：
- 愛德華·古德里奇·艾奇遜（Edward Goodrich Acheson）——化学家，1880年至1884年在门洛帕克工作
- 威廉·西姆斯·安德鲁斯（William Symes Andrews）——1879年起在门洛帕克机械车间工作
- 查尔斯·巴切勒（Charles Batchelor）——“首席实验助理”
- 约翰·I·贝格斯（John I. Beggs）——1886年纽约爱迪生照明公司经理
- 威廉·肯尼迪·迪克森（William Kennedy Dickson）——1883年加入门洛帕克，参与电影摄影机的开发
- 贾斯特斯·B·恩茨（Justus B. Entz）——1887年加入爱迪生机械厂
- 雷金纳德·费森登（Reginald Fessenden）——1886年在爱迪生机械厂工作
- 亨利·福特（Henry Ford）——1891年至1899年担任爱迪生照明公司底特律分公司的工程师
- 威廉·约瑟夫·哈默（William Joseph Hammer）——1879年起担任门洛帕克实验室助理
- 米勒·里斯·哈奇森（Miller Reese Hutchison）——助听器发明者
- 爱德华·希伯德·约翰逊（Edward Hibberd Johnson）——1909年起任职，1912至1918年担任西奥兰治实验室的总工程师
- 塞缪尔·因苏尔（Samuel Insull）——自1881年起任职，后升任通用电气副总裁（1892年），后任芝加哥爱迪生公司总裁
- 岩垂邦彦（Kunihiko Iwadare）——1887年加入爱迪生机械厂
- 弗朗西斯·耶尔（Francis Jehl）——1879年至1882年担任门洛帕克实验室助理
- 阿瑟·E·肯内利（Arthur E. Kennelly）——1887至1894年在西奥兰治实验室任工程师与实验专家
- 约翰·克鲁西（John Kruesi）——自1872年起任职，是纽瓦克、门洛帕克和爱迪生机械厂的首席技师
- 刘易斯·霍华德·拉特默（Lewis Howard Latimer）——1884年被聘为绘图员，后继续在通用电气工作
- 约翰·W·利布（John W. Lieb）——1881年在爱迪生机械厂工作
- 托马斯·康默福德·马丁（Thomas Commerford Martin）——电气工程师，1877至1879年在门洛帕克工作
- 乔治·F·莫里森（George F. Morrison）——1882年起在爱迪生灯具厂工作
- 埃德温·斯坦顿·波特（Edwin Stanton Porter）——1899年加入爱迪生制造公司
- 弗兰克·J·斯普拉格（Frank J. Sprague）——1883年加入门洛帕克，后被誉为“电力牵引之父”
- 尼古拉·特斯拉（Nikola Tesla）——电气工程师与发明家，1884年在爱迪生机械厂工作
- 弗朗西斯·罗宾斯·厄普顿（Francis Robbins Upton）——数学家/物理学家，1878年加入门洛帕克
- 西奥·旺根曼（Theo Wangemann）——爱迪生的私人助理

## 大眾文化
- 《少年愛迪生（英语：Young Tom Edison）》：1940年電影，由米基·魯尼飾演。
- 《偉人愛迪生（英语：Edison, the Man）》：1940年電影，由史賓塞·屈賽飾演。
- 《風雲人物志（英语：Animated Hero Classics）》：1993年動畫片，由喬·希爾斯（Joe Hilsee）配音。
- 《電流大戰》：2017年電影，由班奈狄克·康柏拜區飾演。
- 《超級科學朋友（英语：Super Science Friends）》：2017年網絡動畫，由Joe Ciaravino配音。
- 《美國：一部電影》：2021年動畫電影，由奧莉薇亞·孟恩聲演女性版本的湯瑪斯·愛迪生。

## 外部連結
- "An Hour with Edison", Scientific American, July 13, 1878, p. 17
- Interview with Thomas Edison in 1931 （页面存档备份，存于）
- The Diary of Thomas Edison Archive-It的存檔，存档日期2016-02-05
- 托马斯·爱迪生的作品  - 古騰堡計劃
- 互联网档案馆中托马斯·爱迪生的作品或与之相关的作品
- Edison's patent application for the light bulb （页面存档备份，存于） at the National Archives.
- Thomas Edison Personal Manuscripts and Letters （页面存档备份，存于）
- Edison Papers （页面存档备份，存于） Rutgers.
- Edisonian Museum Antique Electrics （页面存档备份，存于）
- Thomas Edison在互联网电影资料库（IMDb）上的資料（英文）